# Купена аптечная
Купе́на апте́чная, или Купе́на лека́рственная, или Купе́на души́стая (лат. Polygonátum odoratum) — многолетнее травянистое растение, вид рода Купена (Polygonatum) семейства Спаржевые (лат. Asparagaceae).
Народные названия — «кокорник», «соломонова печать».

## Ботаническое описание
Растение 30—65 см высотой.
Стебель гранистый, голый.

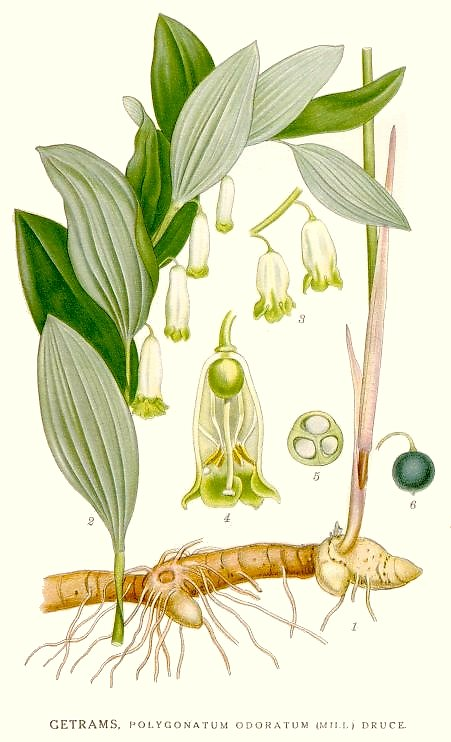
из книги «Bilder ur Nordens Flora» Stockholm

Листья очерёдные, стеблеобъемлющие, продолговато-эллиптические, реже яйцевидные, 10—12(14) см длиной и (2)4,5—5 см шириной, сверху зелёные, снизу серовато-зелёные, матовые.
Цветоножки выходят из пазух листьев, с 1—2 цветками, поникающие. Околоцветник трубчатый, белый, с шестью зеленоватыми, яйцевидными зубчиками, наверху с внутренней стороны опушёнными. Тычиночные нити прикреплены к середине трубки околоцветника, голые; пыльники линейные, равные нитям. Цветёт в мае.
Плод — сине-черноватая ягода.
Вид описан из Европы.

## Распространение
Северная Европа: Дания, Финляндия, Норвегия, Великобритания; Центральная Европа: Австрия, Бельгия, Чехословакия, Германия, Венгрия, Нидерланды, Польша, Швейцария; Южная Европа: Албания, Болгария, Югославия, Греция, Италия, Румыния, Франция, Португалия, Испания; территория бывшего СССР: Амурская область, Курильские острова, Приморье, Сахалин; Азия: Монголия, Китай, Япония (Хоккайдо, Хонсю, Кюсю, Сикоку), Корея, Тайвань.
Растёт в берёзовых и хвойных лесах, среди кустарников.
|                                                                     |  |  |
| Слева направо: цветок, цветок, опыляемый пчелой, декоративная форма |  |  |

## Использование в медицине
В лекарственных целях используют корневища, которые выкапывают осенью, и свежую траву. Препараты обладают кровоостанавливающим и противовоспалительным действием.
В народной медицине отвар корневищ применяют при заболеваниях верхних дыхательных путей, желудочно-кишечного тракта, геморрое, наружно в виде примочек и компрессов — при артритах, радикулитах, ишиасе и люмбаго. Соком травы обрабатывают раны, абсцессы и дерматиты.
Купена ядовита, принимать препараты внутрь следует с осторожностью.